# Poway
Poway is een plaats (city) in de Amerikaanse staat Californië, en valt bestuurlijk gezien onder San Diego County.

## Demografie
Bij de volkstelling in 2000 werd het aantal inwoners vastgesteld op 48.044.
In 2006 is het aantal inwoners door het United States Census Bureau geschat op 48.117, een stijging van 73 (0.2%).

## Geografie
Volgens het United States Census Bureau beslaat de plaats een oppervlakte van
101,9 km², waarvan 101,6 km² land en 0,3 km² water. Poway ligt op ongeveer 148 m boven zeeniveau.

## Plaatsen in de nabije omgeving
De onderstaande figuur toont nabijgelegen plaatsen in een straal van 24 km rond Poway.

## Geboren
- Tom DeLonge (1975), zanger en gitarist
- David Kennedy (1976), gitarist
- Scott Raynor (1978), drummer